# El príncipe del café
El príncipe del café (en hangul, 커피프린스 1호점; en hanja, 커피프린스 1號店; romanización revisada, Keopipeurinseu 1 hojeom), es una serie de televisión surcoreana de comedia romántica transmitida por MBC desde el 2 de julio hasta el 27 de agosto de 2007, está basada en la novela homónima escrita por Lee Sun Mi, que cuenta la historia de un romance entre un joven heredero de una cadena de alimentos y una chica que pretende hacerse pasar por hombre, mientras su relación avanza, también lo hace la primera tienda del Príncipe del café, una simple cafetería que se termina haciendo famosa en todo Seúl.
Es protagonizada por Yoon Eun Hye, Gong Yoo, Lee Sun Gyun y Chae Jung Ahn. Originalmente la serie fue concebida para 16 episodios, pero debido a su popularidad, MBC decidió extenderla en un episodio adicional y se produjo un especial transmitido el 28 de agosto de 2007, el cual fue visto por Gong Yoo acompañado de 1000 fanáticos. El príncipe del café, fue una de series más vistas en la televisión surcoreana durante 2007, lanzando a la fama al actor Gong Yoo y convirtiendo a Yoon Eun Hye, en la actriz mejor pagada durante ese año en su país de origen. Posteriormente obtuvo popularidad en gran parte del mundo.
La cafetería real utilizada para grabar la serie, que se encuentra ubicada en el área de Hongdae en Seúl, tras el éxito de la serie se convirtió en un lugar turístico y desde entonces es visitada por una alta cantidad de turistas extranjeros influenciados por la ola coreana, motivo por el cual obtuvo una aparición en un documental de la cadena estadounidense National Geographic Channel acerca de la influencia del Hallyu, titulado «Seoul's Got Soul» (Seúl tiene alma) en 2011.

## Argumento
Choi Han Kyul (Gong Yoo) es el engreído hijo de una familia de empresarios dueños de una compañía de alimentos a punto de quebrar. No cree en el amor y no quiere casarse pese a las presiones familiares. Por otra parte, Go Eun Chan (Yoon Eun Yee) es una mujer de 24 años cuya apariencia y personalidad la hacen parecer un hombre, en parte debido a los múltiples oficios que realiza: camarera, repartidora de leche, instructora de taekwondo, además de cuidar a su madre y su hermana menor. Eun Chan y Han Kyul se encuentran accidentalmente dos veces: en una entrega de comida y en un choque en donde la motocicleta de Eun Chan termina siendo dañada. Han Kyul, sin saber que Eun Chan es una chica, decide hacerla pasar por su "amante" para escapar de las citas a ciegas organizadas por su abuela.
Un ultimátum de la abuela hace que Han Kuyl se haga cargo de la dirección de una cafetería decadente. Han Kyul acepta el cargo para demostrar a su abuela y a Yoo Hoo que puede reflotarla. Para atraer clientela femenina, Han Kyol decide contratar como mesoneros a hombres exclusivamente. Eun Chan, desesperada por obtener algo de dinero, decide hacerse pasar por hombre para trabajar en la cafetería, y obtiene el empleo gracias a que Han Kyol la confunde con un chico. Aunque al principio se llevan mal, pronto comenzarán a aflorar sentimientos entre los dos, lo que hace que Han Kyol empiece a cuestionar su sexualidad.
También nos cuenta la historia del primo de Han Kyol, Choi Han Seong (Lee Sun Guyn), un exitoso productor musical y su exnovia Han Yo Hoo (Chae Jung Ahn), una artista famosa que estudió en Nueva York y a quien Han Kuyl había amado en secreto durante muchos años. Han Seong y Yoo Hoo estuvieron juntos por ocho años, pero la relación terminó al romper Yoo Hoo con Han Seong, para irse con DK, nuevamente a Nueva York. Dos años después, Yoo Joo regresa a Seúl y vuelve a cruzarse con Han Seong.

## Reparto

### Personajes principales
- Yoon Eun Hye como Go Eun Chan.
- Gong Yoo como Choi Han Kyul.
- Lee Sun Gyun como Choi Han Seong.
- Chae Jung Ahn como Han Yoo Joo.

### Personajes secundarios
Príncipe del café
- Kim Chang Wan como Hong Kye Shik.
- Kim Dong-wook como Jin Ha Rim.
- Kim Jae Wook como Noh Sun Ki.
- Lee Eon como Hwang Min Yup.

Familia de Han Kyul
- Kim Young Oak como Abuela de Han Kyul.
- Choi Il Hwa como Padre de Han Kyul.
- Kim Ja Ok como Madre de Han Kyul.

Cercanos a Eun Chan
- Park Won Sook como Kim Ji Hyang (madre).
- Han Ye In como Go Eun Sae (hermana).
- Lee Han-wi como Goo Young-shik.

## Producción
Lugares de filmación

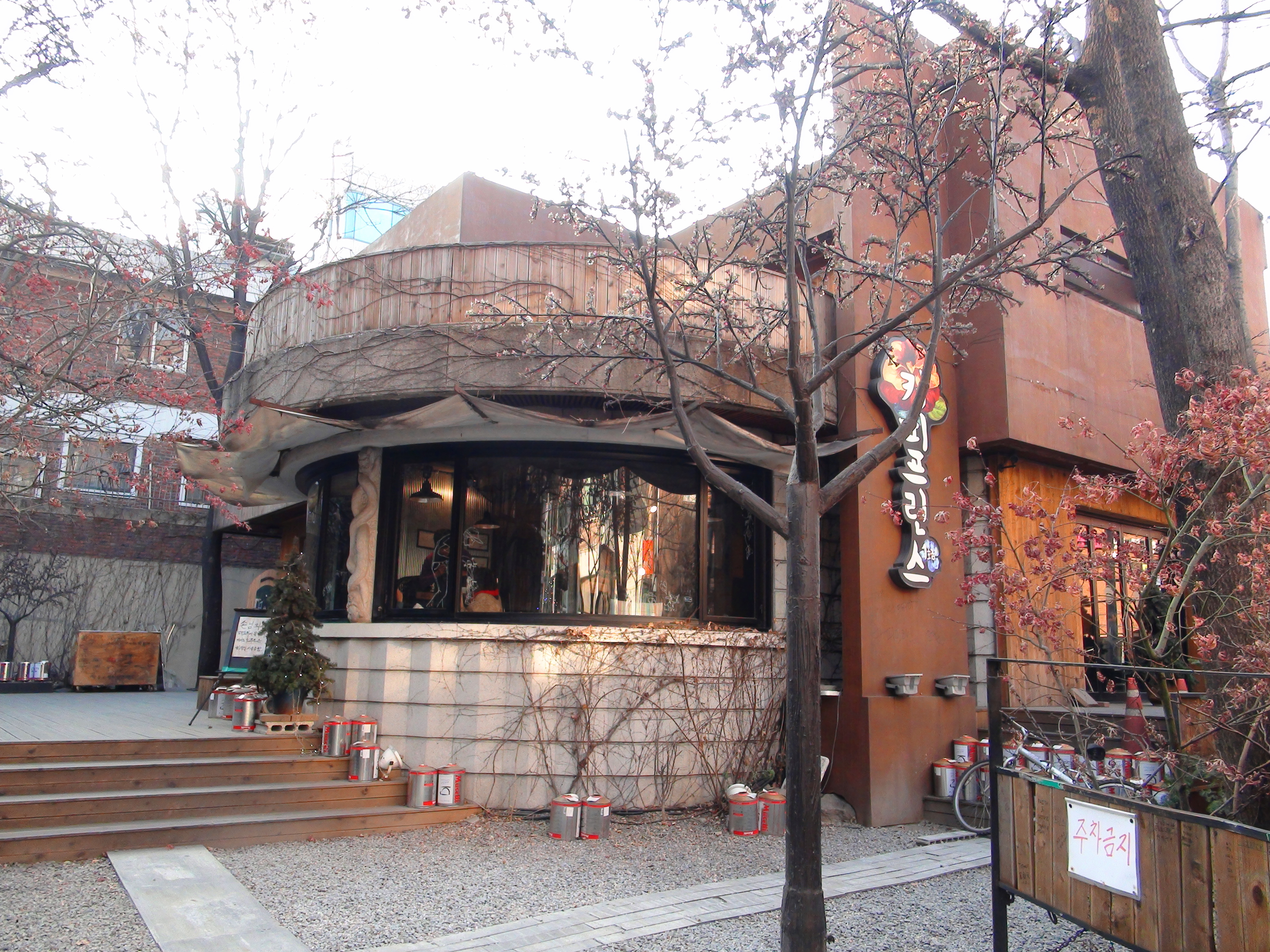
El exterior de la "Primera tienda del príncipe del café"en Hongdae, Mapo-gu, Seúl en 2012

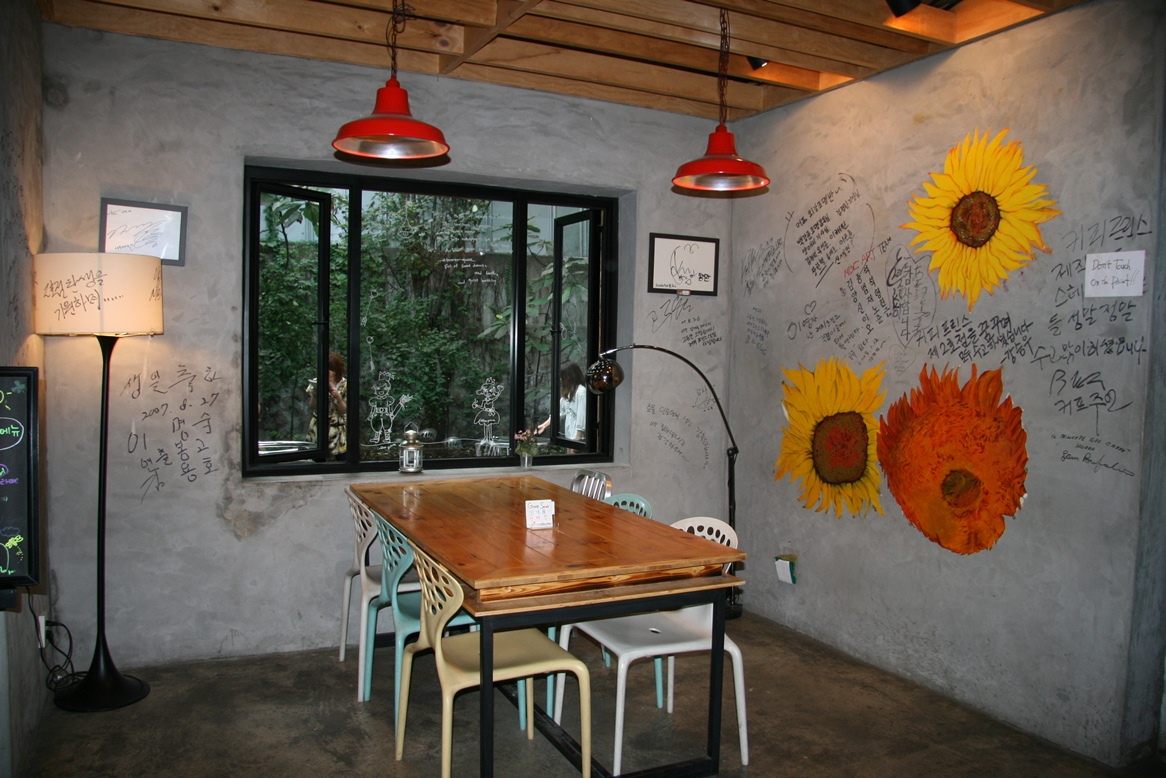
Interior de la "Primera tienda del príncipe del café"

- La primera tienda del Príncipe del café anteriormente fue una vieja cafetería en el área de Hongdae, que fue remodelada especialmente para la filmación de la serie. Posterior a las grabaciones el café reabrió con el mismo logotipo y nombre de la serie.[6]
- La azotea del Seoul Animation Center a los pies de la montaña de Namsan en Yejang-dong, Jung-gu, fue utilizada como terraza exterior de la casa de Choi Han Kyul.[6]
- En la calle Yeonhui Matgil de Mapo-gu se ubica el restaurante chino, donde Han Kyul y Eun Chan acostumbran comer.[6]
- El Palgakjeong en el Bugak Skyway, Pyeongchang-dong, Jongno-gu, es donde Han Kyul habitualmente corre.[6]
- El interior y exterior del Gwanghwamun branch en el Kyobo Book Centre, es donde Han Kyul compra libros para fomentar a Eun Chan convertirse en barista.[6]
- El Hongdae Playground en el área de Hongdae, es donde Han Kyul le compra a Yoo Joo un sombrero de un vendedor callejero.[6]

## Recepción

### Audiencia
En azul la audiencia más baja y en rojo la más alta, correspondientes a las empresas medidoras TNms y AGB Nielsen.
| Ep. #    | Fecha de estreno     | Share        | Share        | Share       | Share       |
| Ep. #    | Fecha de estreno     | TNmS Ratings | TNmS Ratings | AGB Nielsen | AGB Nielsen |
| Ep. #    | Fecha de estreno     | Nacional     | Seúl         | Nacional    | Seúl        |
| -------- | -------------------- | ------------ | ------------ | ----------- | ----------- |
| 1        | 2 de julio de 2007   | 15.5 %       | 14.4 %       | 13.6 %      | 12.9 %      |
| 2        | 3 de julio de 2007   | 16.2 %       | 15.3 %       | 18.1 %      | 15.9 %      |
| 3        | 9 de julio de 2007   | 18.6 %       | 18.1 %       | 21.0 %      | 18.2 %      |
| 4        | 10 de julio de 2007  | 19.8 %       | 19.0 %       | 18.8 %      | 17.4 %      |
| 5        | 16 de julio de 2007  | 20.1 %       | 19.3 %       | 22.0 %      | 20.3 %      |
| 6        | 17 de julio de 2007  | 23.9 %       | 23.2 %       | 24.0 %      | 22.1 %      |
| 7        | 23 de julio de 2007  | 25.3 %       | 25.2 %       | 23.3 %      | 22.3 %      |
| 8        | 24 de julio de 2007  | 28.1 %       | 26.8 %       | 25.5 %      | 23.8 %      |
| 9        | 30 de julio de 2007  | 26.2 %       | 25.2 %       | 24.8 %      | 23.3 %      |
| 10       | 31 de julio de 2007  | 27.3 %       | 25.9 %       | 25.6 %      | 25.4 %      |
| 11       | 6 de agosto de 2007  | 30.8 %       | 28.4 %       | 27.4 %      | 25.9 %      |
| 12       | 7 de agosto de 2007  | 31.4 %       | 29.9 %       | 29.1 %      | 27.1 %      |
| 13       | 13 de agosto de 2007 | 32.1 %       | 29.3 %       | 26.6 %      | 25.1 %      |
| 14       | 14 de agosto de 2007 | 30.5 %       | 28.1 %       | 28.0 %      | 25.6 %      |
| 15       | 20 de agosto de 2007 | 29.0 %       | 27.1 %       | 26.4 %      | 24.4 %      |
| 16       | 21 de agosto de 2007 | 30.8 %       | 28.5 %       | 26.6 %      | 25.2 %      |
| 17       | 27 de agosto de 2007 | 29.5 %       | 27.7 %       | 29.9 %      | 27.8 %      |
| Promedio | Promedio             | 25.6 %       | 24.2 %       | 24.2 %      | 22.5 %      |
| E        | 28 de agosto de 2007 | 18.4 %       | 16.7 %       | 18.1 %      | 16.5 %      |

### Premios y nominaciones
| Año  | Premio                    | Categoría                                  | Nominado                    | Resultado |
| ---- | ------------------------- | ------------------------------------------ | --------------------------- | --------- |
| 2007 | 1st Korea Drama Awards    | Actor más popular                          | Kim Dong-wook               | Ganador   |
| 2007 | 1st Korea Drama Awards    | Actor más popular                          | Kim Jae-wook                | Ganador   |
| 2007 | 1st Korea Drama Awards    | Actor más popular                          | Lee Eon                     | Ganador   |
| 2007 | 1st Korea Drama Awards    | Actor más popular                          | Lee Han Wi                  | Ganador   |
| 2007 | MBC Drama Awards          | Premio a la máxima excelencia, actriz      | Yoon Eun Hye                | Ganador   |
| 2007 | MBC Drama Awards          | Premio a la excelencia, actor              | Gong Yoo                    | Ganador   |
| 2007 | MBC Drama Awards          | Premio a la excelencia, actor              | Lee Sun Kyun                | Nominado  |
| 2007 | MBC Drama Awards          | Premio a la excelencia, actriz             | Chae Jung An                | Nominado  |
| 2007 | MBC Drama Awards          | Mejor nuevo actor                          | Lee Eon                     | Nominado  |
| 2007 | MBC Drama Awards          | PD Award                                   | Kim Chang Wan               | Ganador   |
| 2007 | MBC Drama Awards          | Drama favorito del año de los espectadores | El príncipe del café        | Nominado  |
| 2007 | MBC Drama Awards          | Premio a la popularidad, actor             | Gong Yoo                    | Nominado  |
| 2007 | MBC Drama Awards          | Premio a la popularidad, actriz            | Yoon Eun Hye                | Nominado  |
| 2007 | MBC Drama Awards          | Premio a la mejor pareja                   | Yoon Eun Hye y Gong Yoo     | Nominado  |
| 2007 | MBC Drama Awards          | Premio a la mejor pareja                   | Chae Jung An y Lee Sun Kyun | Nominado  |
| 2008 | 44th Baeksang Arts Awards | Mejor drama                                | El príncipe del café        | Nominado  |
| 2008 | 44th Baeksang Arts Awards | Mejor actriz (TV)                          | Yoon Eun Hye                | Ganador   |
| 2008 | 44th Baeksang Arts Awards | Mejor nuevo director (TV)                  | Lee Yoon Jung               | Ganador   |
| 2008 | 44th Baeksang Arts Awards | Mejor guionista (TV)                       | Lee Jung Ah, Jang Hyun Joo  | Nominado  |
| 2008 | 20th Korea PD Awards      | Mejor drama                                | El príncipe del café        | Ganador   |

## Emisión internacional
- Canadá: All TV.
- Chile: ETC (2016, 2017, 2018).
- Ecuador: Ecuador TV (2009) Teleamazonas (2019)
- Emiratos Árabes Unidos: MBC 4 (2013).
- Estados Unidos: KSCI, AZN Television, MBC America y Pasiones (2011, 2015).
- Filipinas: GMA Network (2008, 2014), TeleAsia y GMA News TV (2016).
- Hong Kong: Entertainment Television (2007), TVB J2 (2008) y Now 101 (2012).
- India: Puthuyugam TV (2014).
- Indonesia: Indosiar.
- Japón: BS-TBS (2010), BS Fuji (2011), Oita TV y TV Tokyo.
- Malasia: 8TV y Animax Asia (2010).
- Panamá: SERTV Canal 11 (2011).
- Paraguay: Red Guaraní.
- Perú: Panamericana TV y Willax (2020).
- Puerto Rico: Puerto Rico TV (2010).
- Tailandia: Channel 7 (2008).
- Taiwán: Videoland (2008) y FTV (2014).
- Venezuela: TVes (2010).
- Vietnam: HTV3.

## Adaptaciones
| Año  | País      | Nombre           | Cadena      |
| ---- | --------- | ---------------- | ----------- |
| 2012 | Filipinas | Coffee Prince    | GMA Network |
| 2012 | Tailandia | วุ่นรักเจ้าชายกาแฟ   | True4U      |
| 2016 | China     | 王子咖啡店       | Tencent     |
| 2017 | Malasia   | My Coffee Prince | Astro Ria   |